# Maladera simillima
Maladera simillima är en skalbaggsart som beskrevs av Kobayashi 1985. Maladera simillima ingår i släktet Maladera och familjen Melolonthidae. Inga underarter finns listade i Catalogue of Life.